# مكي شبيكة
مكي الطيب شبيكة  (1905 - 1980) مؤرخ سوداني، وأول سوادني يحصل على شهادة دكتوراة في فلسفة التاريخ.

## الميلاد والنشأة
ولد مكي الطيب شبيكة بالجزيرة مقرات بمنطقة الرباطاب غرب مدينة ابوحمد في سنة 1905م ودرس الأولية بها، والتحق بكلية غوردون التذكارية بالقسم الأوسط وانتقل إلى القسم الثانوي، وفي سنته الرابعة قُدّر له أن يصير أستاذا بجانب كونه طالبا، حيث مرض أستاذ التاريخ وقتها بكلية غردون الأستاذ بارودي أفندي وتعذر عليه القدوم من لبنان إلى الخرطوم، فوقع اختيار الكلية على الطالب بالسنة الرابعة مكي شبيكة ليكون مدرسا في المجموعة السابعة، باعتباره أكبر تلاميذ الصف سناً وأحسنهم تحصيلاً. وبعد خمسة أشهر من تعيينه انتقل إلى المدارس الوسطى، لأن تعيينه في الكلية كان مؤقتاً، فدرس في مدرسة الخرطوم لنصف عام، ثم مدرسة أمدرمان لعامين ثم عاد فانتقل إلى مدرسة الخرطوم ومنها إلى مدرسة بربر وبقي بها سنة دراسية كاملة حتى 22 أغسطس 1930م، وبينما هو في بربر اختير للالتحاق بالجامعة الأمريكية ببيروت ونال فيها الشهادة الجامعية B.A.، وكان معه في هذه الدفعة نصر الحاج علي. مدير المعارف ومدير جامعة الخرطوم فيما بعد.

## الحياة العملية
عاد مكي شبيكة إلى السودان، وتسلم عمله اعتبارا من أول أكتوبر 1935م بمستوي نائب ناظر مدرسة وسطى بالدرجة G.H.I، وقد التحق بالقسم الأوسط بكلية غوردون منتدبا من المعارف في وظيفة متخصص تاريخ.
وقد جاء في تقرير عن أدائه أنه من خيرة أساتذة مصلحة المعارف ويليق به أن يعمل في المدارس العليا، وأنه يميل بطبعه إلي البحث والدراسة، ومحبوب بين الطلبة والأساتذة.
في أول 1943م أصبح محاضراً للتاريخ والتربية الوطنية بمدرسة الآداب العليا، وفي عام 1947م حصل على منحة من المجلس البريطاني لمدة عامين والتحق بكلية بدفورد بجامعة لندن وعاد من هذه البعثة وهو يحمل شهادة الدكتوراه في فلسفة التاريخ وهو أول سوداني يحصل على هذه الشهادة في هذه المادة، وحسب إفادة أبي سليم، فمكي الطيب شبيكة ربما يكون أول سوداني حصل على شهادة الدكتوراه إطلاقاً.
وفي يوليو 1951م ترقى الدكتور مكي شبيكة إلي أستاذ مشارك، وفي عام 1955م ترقي إلى درجة الأستاذية (بروفيسور) وهو أول سوداني يبلغ هذه الدرجة، ومن بعدها صار عميدا لكلية الآداب، وهو أيضا أول سوداني يتولى عمادة الكلية في الجامعة.
وفي ديسمبر 1959م أحيل إلي المعاش، ومن ثم ذهب إلى المناقل حيث عمل مزارعا في أرض ورثه آلت إليه من أبيه.
وفي أغسطس 1962م عاد إلى الجامعة أستاذا مشرفا على الدراسات العليا وعميدا لكية الآداب، وفي أغسطس 1969م التحق بجامعة الكويت أستاذا للتاريخ، وقد أتاحت له هذه الفرصة معالجة تاريخ الجزيرة العربية والخليج العربي معتمدا على الوثائق البريطانية.
وفي عام 1974م عاد إلى السودان ومنحته جامعة الخرطوم زمالة الجامعة ووظيفة الأستاذ المتمرس على عهد صنوه في العلم والمكانة الأستاذ الدكتور عبد الله الطيب، وقد انتهت زمالته في الجامعة في سبتمبر 1977م.

## من أعماله المنشورة والمشهورة
- السودان في قرن 1819 – 1919
-السياسة البريطانية في السودان 1882 - 1902
-السودان المستقل
-السودان عبر القرون
-تاريخ شعوب وادي النيل مصر والسودان
- الخرطوم بين مهدي وغوردون
- مملكه الفونج الإسلامية
-السودان والثورة المهديه
- بريطانيا وثورة 1919 المصرية

## الوفاة
توفي البروفيسور مكي شبيكة بمدينة ام درمان في 9 يناير 1980م.